# ISO 3166-2:BE
ISO 3166-2:BE è uno standard ISO che definisce i codici geografici del Belgio; è il sottogruppo del codice ISO 3166-2 relativo al Belgio.
Lo scopo dello standard è quello di stabilire una serie di abbreviazioni internazionali dei luoghi da utilizzare per le etichette di spedizione, i contenitori, e, più in generale, ovunque un codice alfanumerico possa essere usato per indicare una località in modo meno ambiguo e più pratico del nome completo.
Sono assegnati codici ai due livelli di suddivisione: le tre regioni e le 10 province. I codici sono formati da BE- (sigla ISO 3166-1 alpha-2 dello Stato) seguito da tre lettere; per le province, la prima delle tre lettere indica la regione (V Fiandre e W Vallonia).

## Lista dei codici

### Regioni
| Cod.   | Regioni            |
| ------ | ------------------ |
| BE-BRU | Bruxelles-Capitale |
| BE-VLG | Fiandre            |
| BE-WAL | Vallonia           |

### Province
| Cod.   | Province            | Regione  |
| ------ | ------------------- | -------- |
| BE-VAN | Anversa             | Fiandre  |
| BE-VBR | Brabante Fiammingo  | Fiandre  |
| BE-VLI | Limburgo            | Fiandre  |
| BE-VOV | Fiandre Orientali   | Fiandre  |
| BE-VWV | Fiandre Occidentali | Fiandre  |
| BE-WBR | Brabante Vallone    | Vallonia |
| BE-WHT | Hainaut             | Vallonia |
| BE-WLG | Liegi               | Vallonia |
| BE-WLX | Lussemburgo         | Vallonia |
| BE-WNA | Namur               | Vallonia |